# Paul Glasziou
Paul Philip Glasziou AO (nascido a 21 de maio de 1954) é um médico académico australiano conhecido pelas suas pesquisas em medicina baseada em evidências. Ele é Professor de Medicina Baseada em Evidências na Universidade Bond, onde também é Director da Faculdade de Ciências da Saúde e Medicina. Ele foi o director do Centro de Medicina Baseada em Evidências da Universidade de Oxford, na Inglaterra, de 2003 a 2010. Em julho de 2010, ele recebeu um NHMRC Australia Fellowship na Universidade Bond. Em março de 2015, ele foi eleito membro da Academia Australiana de Saúde e Ciências Médicas. Ele foi nomeado um oficial da Ordem da Austrália nas homenagens de aniversário da rainha de 2021.